# Weißes Seidenäffchen
Das Weiße Seidenäffchen (Mico leucippe, Syn.: Callithrix leucippe) ist eine Primatenart aus der Familie der Krallenaffen. Ehemals wurde es noch mit dem Silberäffchen zu einer Art zusammengefasst.

## Merkmale
Weiße Seidenäffchen sind wie alle Krallenaffen relativ kleine Primaten. Sie erreichen eine Kopfrumpflänge von 21 bis 24 Zentimeter, der Schwanz wird 27 bis 37 Zentimeter lang. Ihr Fell ist vorwiegend weiß gefärbt, die Gliedmaßen und der lange Schwanz sind gelblich – im Gegensatz zum Silberäffchen, dessen Schwanz schwarz ist. Das Gesicht ist unbehaart, die großen Ohren ragen aus dem Fell heraus. Wie bei allen Krallenaffen befinden sich an den Fingern und Zehen (mit Ausnahme der Großzehe) Krallen statt Nägeln.

## Verbreitungsgebiet und Lebensraum
Weiße Seidenäffchen bewohnen ein kleines Gebiet im östlichen Amazonasbecken im brasilianischen Staat Pará. Ihr Verbreitungsgebiet liegt zwischen dem Rio Tapajós und dem Rio Cuparí. Ihr Lebensraum sind Regenwälder, wobei sie sich vorwiegend in Sekundärwäldern und in dichter bewachsenen Waldrändern aufhalten.

## Lebensweise
Über die Lebensweise dieser Primaten ist wenig bekannt, sie stimmt vermutlich mit der der übrigen Seidenäffchen überein. Demnach sind sie tagaktiv und schlafen nachts im Pflanzendickicht oder in Baumhöhlen. Sie sind Baumbewohner und bewegen sich auf allen vieren oder springend fort.
Seidenäffchen leben in Gruppen von 4 bis 15 Tieren, die um ein fortpflanzungsfähiges Paar organisiert sind. Ihre Nahrung besteht aus Baumsäften – wofür sie mit ihren spezialisierten Zähnen im Unterkiefer angepasst sind, mit denen sie in der Lage sind, Löcher in die Baumrinde zu nagen. Daneben fressen sie auch Insekten und andere Kleintiere sowie Früchte. Wie bei allen Krallenaffen kommen meist Zwillinge zur Welt. Der Vater und die übrigen Gruppenmitglieder beteiligen sich intensiv an der Jungenaufzucht.

## Gefährdung
Seit in den 1970er-Jahren Straßen im Verbreitungsgebiet der Weißen Seidenäffchen gebaut werden, ist diese Region zunehmend Waldrodungen und der Errichtung von Plantagen ausgesetzt. Es gibt im Verbreitungsgebiet keine geschützten Gebiete. Die Gesamtpopulation ist laut Schätzungen der IUCN in den letzten 18 Jahren um 30 % zurückgegangen, die Art wird als „gefährdet“ (vulnerable) gelistet.